# Breimachine

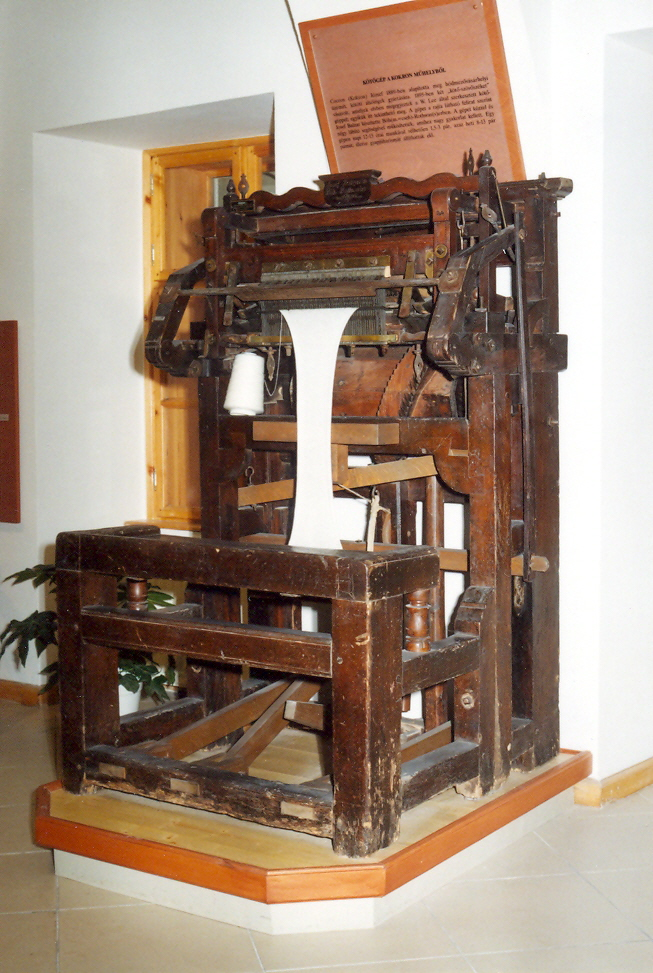
oude breimachine

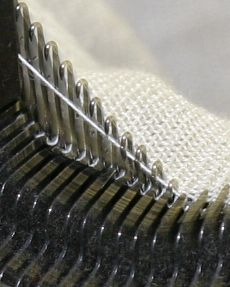
Detail van een breimachine

Een breimachine is een mechanische of automatische machine die wordt gebruikt om stoffen en kledingstukken te maken.
De eerste breimachine zou zijn uitgevonden door Willam Lee in 1589. Hij was daarmee zijn tijd te ver vooruit, want zijn vinding werd niet geaccepteerd zodat hij in armoede stierf. Niettemin hebben de principes die hij heeft ontwikkeld ten grondslag gelegen aan latere versies van de breimachine.

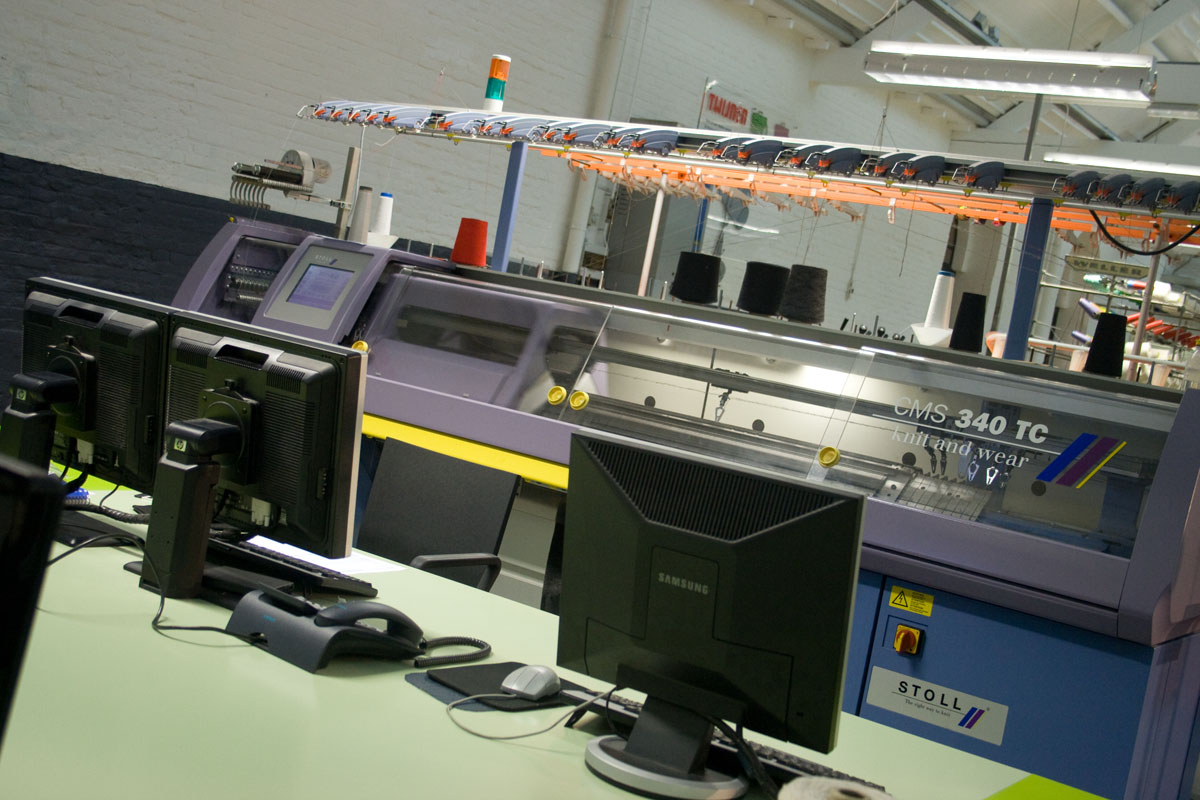
Stoll - knit and wear vlakbreimachine(2007), TextielMuseum Tilburg

## Industrie
De meeste breimachines worden in de industrie gebruikt, bijvoorbeeld in de tricotage-industrie.
Hier worden twee types machines gebruikt:
- inslagbreimachines, waarop het garen rechtstreeks van spoelen in de breedterichting van het breisel verwerkt wordt en
- kettingbreimachines waarop het garen van kettingbomen verwerkt wordt en waarbij de draad in lengterichting van het breisel loopt.

Inslagbreimachines bestaan in twee uitvoeringen:
- vlakbreimachines, die een vlakke lap breien en
- rondbreimachines die een buisvormig breisel produceren.

Vlakbreisels worden vooral voor truien en vesten gebruikt. Sommige machines kunnen meerderen en minderen en de lap dus in de gewenste vorm breien. De andere breisels moet men eerst in de gewenste vorm snijden voor het confectioneren.
Rondbreisels komen in verschillende diameters voor, variërend van 1 tot ca. 150 cm. Ze kunnen in buisvorm toegepast worden zoals voor kousen, sokken en ondergoed. Meestal wordt de buis echter opengesneden en als vlakke lap verder bewerkt. De toepassingen variëren van bovenkleding tot technische toepassingen zoals versterkingen voor kunststoffen.
Kettingbreimachines produceren vrijwel uitsluitend vlakke breisels tot ca. 400 cm breed. Deze worden voor zeer veel toepassingen gebruikt, zoals voor onder-, boven- en sportkleding. Specifieke toepassingen zijn vitrage, visnetten en netten voor aquacultuur.

## Particulieren
Ook voor particulieren zijn breimachines ontwikkeld, die zich einde jaren vijftig en jaren zestig van de 20e eeuw in een grote populariteit konden verheugen. Met soms wel 200 naalden kon een breimachine in een paar seconden een rij (een 'toer') breien. Het vervaardigen van kledingstukken kon zo vele malen sneller gedaan worden dan met de hand. Deze breimachines zijn vandaag de dag gewilde verzamelobjecten.
Bekende merken waren Passap, Knittax en Rapidex. Er bestond zelfs een blad: Knittax-succes. De fabrieken staakten de productie; Passap in 2002. Daarnaast bestonden en bestaan er merken als Brother, Silverreed, Singer en Empisal.
De hedendaagse breimachines beschikken over vele mogelijkheden. De meeste apparaten kunnen verschillende soorten steken en ontwerpen maken. De lappen stof kunnen recht of met een bepaalde vorm geproduceerd worden. Op deze manier kunnen ingewikkelde stukken gemaakt worden, zoals truien en handschoenen. Het aantal steken en toeren waarop de machine moet worden ingesteld kan tegenwoordig met bepaalde programma's op de computer worden berekend. Door het ter beschikking komen van goedkope kleding kan het werken met de huishoudelijke breimachine vooral nog als hobby gezien worden, waar in de aanvangsjaren met name economische redenen golden.